# Museo del Libro y la Publicidad
El Museo del Libro y la Publicidad está situado en la zona de los Monasterio de las Cuevas de Kiev. Fue fundado en el Año Internacional del Libro (declarado por Unesco), en 1972.

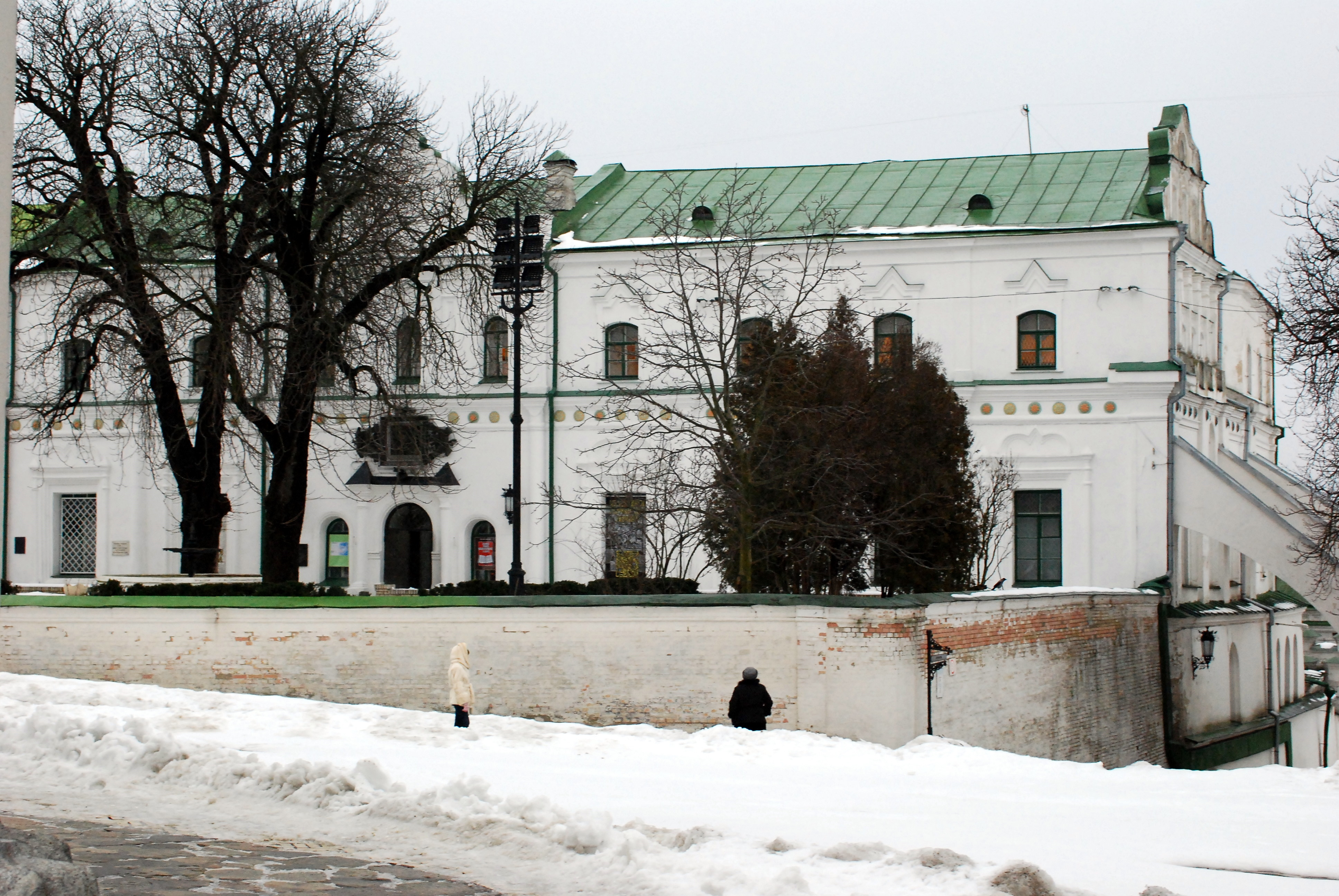
Museo del Libro y Publicidad.

En el Museo están representados más de 56 000 artículos, que presentan la historia del libro ucraniano desde los tiempos de Rus de Kiev hasta hoy. Aquí se exponen los manuscritos y primeros libros de famosos personajes históricos, religiosos y culturales de los siglos XVII d. C.-XIX d. C., como por ejemplo:
- Petró Mogila
- Inokentiy Gizel
- Ioanikiy Galyatovskiy
- Iosip Trizna
- Lázar Baranóvych y muchos más.

En el museo, también se encuentran muchas publicaciones de los siglos XIX d. C.-XX d. C. sobre diferentes áreas de la ciencia, libros de escritores, científicos, políticos, etc.